# Keep Rockin': Best Selection '97-'98
Keep Rockin': Best Selection '97-'98 es un álbum recopilatorio de la banda estadounidense de hard rock Night Ranger y fue publicado por Zero Corporation en 1998.

## Descripción
Este compilado fue lanzado solamente en Japón a finales de 1998, el cual numera temas grabados en directo durante las giras de Neverland y Seven en el país nipón entre 1997 y 1998.

## Lista de canciones
| N.º | Título                            | Escritor(es)                            | Duración |  |
| 1.  | «New York Time»                   | Jack Blades / Kelly Keagy / Jeff Watson |          |  |
| 2.  | «As Always I Remain»              | Blades / Keagy / Brad Gillis            |          |  |
| 3.  | «Sunday Morning»                  | Blades / Watson                         |          |  |
| 4.  | «Forever All Over Again»          | Blades / Chuck Cannon                   |          |  |
| 5.  | «Neverland»                       | Blades / Dean Grakal / Mark Hudson      |          |  |
| 6.  | «Sing Me Away»                    | Blades / Keagy                          |          |  |
| 7.  | «Rumours in the Air»              | Jack Blades                             |          |  |
| 8.  | «Sister Christian»                | Kelly Keagy                             |          |  |
| 9.  | «Sign of the Times»               | Jack Blades                             |          |  |
| 10. | «Don't Ask Me Why»                | Jack Blades                             |          |  |
| 11. | «Sea of Love»                     | Blades / Keagy                          |          |  |
| 12. | «Soul Survivor»                   | Blades / Gillis                         |          |  |
| 13. | «Revelation»                      | Blades / Keagy / Gillis                 |          |  |
| 14. | «Don't Tell Me You Love Me»       | Jack Blades                             |          |  |
| 15. | «(You Can Still) Rock in America» | Blades / Gillis                         |          |  |

## Créditos
- Jack Blades — voz principal, bajo y coros.
- Kelly Keagy — voz principal, batería y coros.
- Brad Gillis — guitarra y coros.
- Jeff Watson — guitarra y coros.
- Alan Fitzgerald — teclados y coros.